# Charly Musonda (labdarúgó, 1996)
Charles Musonda vagy sokszor csak Charly Musonda (Brüsszel, 1996. október 15. –)  belga utánpótlás válogatott labdarúgó. Jelenleg a Chelsea játékosa, de kölcsönben a holland Vitesse-ben szerepel.

## Pályafutása

### Chelsea
Musonda Brüsszelben született és itt, az Anderlecht csapatában kezdte pályafutását. 2011-ben, mindössze 15 éves korában már olyan európai élcsapatok érdeklődtek utána, mint a Barcelona, a Real Madrid, a Manchester United, a Manchester City és a Chelsea.
2012. június 11-én a Chelsea-hez írt alá, két idősebb testvérével együtt, miután a klub korábban beleegyezett, hogy Anderlechtnek "kompenzációs díjat" fizet. 2013. október 24-én profi szerződést írt alá, miután betöltötte tizennyolcadik életévét.
2015. március 5-én meghosszabbította a szerződését 2019 nyaráig, miközben a klub U21-es csapatában már stabil kezdőembernek számított. A  2014-15-ös szezonban országos kupát és UEFA Ifjúsági Ligát nyert a londoni klub utánpótlás csapatával, nyáron pedig ajánlatot kapott több francia csapattól, így a Monacótól és az Olympique de Marseille-től.
Miután a 2015-16-os szezon első felében nem kapott lehetőséget az első csapatban, 2016 januárjában kijelentette, hogy távozni szeretne, miközben a belga Standard de Liège kölcsönszerződési ajánlatát visszautasította.

### Real Betis
2016. január 29-én Musonda végül a spanyol élvonalban szereplő Real Betishez került kölcsönbe a szezon hátralevő részére. Február 7-én a Valencia ellen 1-0-ra megnyert hazai bajnokin mutatkozott be új klubjában. A találkozót követően őt választották a mérkőzés legjobbjának. Hat nappal később a Deportivo de La Coruña ellen megszerezte első gólját is. 2016. június 22-én kölcsönszerződését meghosszabbították a 2016-17-es idényre is. Az új vezetőedzőnél, Gustavo Poyetnél csak nyolc bajnokin szerepelt a szezon első felében, így 2017. január 1-jén visszatért a Chelsea-hez.

### Visszatérés a Chelsea-hez
2016 decemberében vetődött fel először, hogy Musonda idő előtt visszatér a Chelsea-hez, majd 2017. január 1-jén Real Betis megerősítette, hogy felbontotta a belga középpályás szerződését. Antonio Conte, a londoniak menedzsere kijelentette, hogy Musonda annak ellenére marad klubjánál, hogy többek közt az AS Roma is szerette volna megszerezni. A Chelsea első csapatában 2017. szeptember 20-án, a Nottingham Forest elleni 5-1-es győzelemkor debütált a Ligakupában.

### Celtic
2018. január 29-én tizennyolc hónapos kölcsönszerződés keretében került a skót Celtichez. Mindössze nyolc tétmérkőzésen lépett pályára, majd májusban felbontották a szerződését, miután a Chelsea nehezményezte, hogy Musonda nem kapott elegendő játéklehetőséget.

### Vitesse
2018. augusztus 31-én a holland Vitesse vette kölcsön a szezon végéig.

## Családja
Két idősebb testvére, Lamisha és Tika, valamint fiatalabb testvére, Matty szintén labdarúgók. Apja, Charly negyvennyolcszoros zambiai válogatott, az Anderlecht és az Energie Cottbus labdarúgója volt.

## Statisztika

### Klub
2018. január 20-án frissítve.
| Klub           | Szezon         | Bajnokság      | Bajnokság     | Bajnokság | Országos kupa | Országos kupa | Ligakupa      | Ligakupa | Nemzetközi kupa | Nemzetközi kupa | Egyéb         | Egyéb | Összesen      | Összesen |
| Klub           | Szezon         | Bajnokság      | Pályára lépés | Gól       | Pályára lépés | Gól           | Pályára lépés | Gól      | Pályára lépés   | Gól             | Pályára lépés | Gól   | Pályára lépés | Gól      |
| -------------- | -------------- | -------------- | ------------- | --------- | ------------- | ------------- | ------------- | -------- | --------------- | --------------- | ------------- | ----- | ------------- | -------- |
| Chelsea        | 2016–17        | Premier League | 0             | 0         | 0             | 0             | 0             | 0        | —               | —               | —             | —     | 0             | 0        |
| Chelsea        | 2017–18        | Premier League | 3             | 0         | 1             | 0             | 2             | 1        | 0               | 0               | 1             | 0     | 7             | 1        |
| Chelsea        | Összesen       | Összesen       | 3             | 0         | 1             | 0             | 2             | 1        | 0               | 0               | 1             | 0     | 7             | 1        |
| Real Betis     | 2015–16        | La Liga        | 16            | 1         | 0             | 0             | —             | —        | —               | —               | —             | —     | 16            | 1        |
| Real Betis     | 2016–17        | La Liga        | 8             | 0         | 0             | 0             | —             | —        | —               | —               | —             | —     | 8             | 0        |
| Real Betis     | Összesen       | Összesen       | 24            | 1         | 0             | 0             | —             | —        | —               | —               | —             | —     | 24            | 1        |
| Karrier összes | Karrier összes | Karrier összes | 27            | 1         | 1             | 0             | 2             | 1        | 0               | 0               | 1             | 0     | 31            | 2        |

## Sikerei, díjai

### Klub
Chelsea
- FA Youth Cup: 2013–14, 2014–15
- UEFA Ifjúsági Liga: 2014–15

## További információ
- Hivatalos weboldal
- A Chelsea honlapján
- Charly Musonda az UEFA adatbázisában (angolul)
- Charly Musonda (labdarúgó, 1996) pályafutásának statisztikái a Soccerbase oldalon (angolul)